# 許金峰
許金峰是香港資深傳媒工作者及專欄作家。
許金峰中學畢業於天主教普照中學，畢業後曾任職亞視新聞部超過10年，隨後轉投香港電台，並曾參與數齣電影的演出。
許金峰在1997年6月初開始一直長期擔任香港電台電視部製作節目——鏗鏘集之旁述工作，取代因移居海外而需要離職的劉家傑（他於1999年至2004年8月期間曾暫停擔任旁述工作，該時期改由陳志雲擔任）。他於2012年5月20日最後一次擔任鏗鏘集之旁述工作之後約滿離任，由前無綫新聞記者兼現任香港電台新聞部記者蘇敬恆接任。

## 曾參與演出

### 新聞及資訊節目
- 亞視本港台新聞
- 帝國斜陽（亞洲電視，1994年）
- 鏗鏘集（香港電台，1986年-2012年5月20日）[3]
- 一起廣播的日子（香港電台，2008年）[4]
- 議事論事（香港電台，1986年-?）

### 電影[5]
- 2002年：熱血青年
- 2002年：無間道（飾演警察學院校長）
- 2003年：無間道II（同上）
- 2004年：精裝追女仔2004
- 2007年：危險人物

## 電視節目
- 2010年：沒有牆的世界（香港電台）

## 專欄作品
- 非一般評論人 曹仁超、羅家聰（信報）